# Hermann Baumann (Pädagoge)
Hermann Baumann (* 22. November 1889 in Freiburg im Breisgau; † 1970) war ein deutscher Reformpädagoge.
Baumann war der Sohn des Chemieprofessors Eugen Baumann, studierte 1912 bis 1916 in Freiburg sowie Marburg Biologie, Chemie, Mineralogie und promovierte 1918 dort in Zoologie. Dann legte er 1919 das I. Staatsexamen ab und ging als Anhänger von Hermann Lietz von 1920 bis 1921 in das Landerziehungsheim Haubinda und leitete darauf das Landerziehungsheim Schloss Bieberstein (Hessen) bis 1929. Erst dann legte er das Referendariat ab und ging 1930 als Dozent für Biologie und Chemie an die neu gegründete Pädagogische Akademie Kassel. Nach deren Schließung 1932 ging er als Lehrer nach Bederkesa und 1935 bis 1955 als Leiter an das Lyzeum Theodor-Storm-Schule (Lehe) in Lehe.